# Centris harbisoni
Centris harbisoni är en biart som beskrevs av Roy R. Snelling 1974. Centris harbisoni ingår i släktet Centris och familjen långtungebin. Inga underarter finns listade.